# Associazione Calcio Padova 1929-1930
Questa voce raccoglie le informazioni riguardanti l'Associazione Calcio Padova nelle competizioni ufficiali della stagione 1929-1930.

## Stagione
Il Padova nel campionato si Serie A 1929-1930, il primo a girone unico, si classifica al diciassettesimo e punultimo posto con 26 punti e retrocede in Serie B insieme alla Cremonese ultima con 16 punti. A conti fatti diventa decisiva per i biancoscudati, la sconfitta patita nello scontro diretto giocato all'Appiani l'8 giugno (1-2) contro la Triestina, che riesce così a mantenere la categoria con 28 punti.

## Rosa
| N. |                   | Ruolo | Calciatore               |
| -- | ----------------- | ----- | ------------------------ |
|    | Italia (bandiera) | P     | Antonio Colognese        |
|    | Italia (bandiera) | P     | Nicolino Latella         |
|    | Italia (bandiera) | D     | Primo Danieli (Capitano) |
|    | Italia (bandiera) | D     | Umberto Favero           |
|    | Italia (bandiera) | D     | Giuseppe Piasentin       |
|    | Italia (bandiera) | D     | Giulio Zanninovich       |
|    | Italia (bandiera) | C     | Eraldo Bedendo           |
|    | Italia (bandiera) | C     | Emilio Bergamini         |
|    | Italia (bandiera) | C     | Ippolito Favaron         |
|    | Italia (bandiera) | C     | Giuseppe Girani          |

| N. |                   | Ruolo | Calciatore        |
| -- | ----------------- | ----- | ----------------- |
|    | Italia (bandiera) | C     | Giovanni Monti    |
|    | Italia (bandiera) | C     | Guido Scanferla   |
|    | Italia (bandiera) | A     | Gastone Gamba     |
|    | Italia (bandiera) | A     | Gino Lamon        |
|    | Italia (bandiera) | A     | Aldo Oriani       |
|    | Italia (bandiera) | A     | Mario Perazzolo   |
|    | Italia (bandiera) | A     | Gastone Prendato  |
|    | Italia (bandiera) | A     | Giacomo Schivardi |
|    | Italia (bandiera) | A     | Bruno Tognana     |
|    | Italia (bandiera) | A     | Giovanni Vecchina |

## Risultati

### Campionato di Serie A

#### Girone di andata
| Arbitro: | Casetta (Milano) |

|                     |           |                                        |
| Vecchina 68’ (rig.) | Marcatori | 44’ Carnevali 62’ Piccaluga 72’ Dugoni |

| Arbitro: | Lupini (Bergamo) |

|                                    |           |              |
| Rossetti 26’ (rig.) Baloncieri 40’ | Marcatori | 76’ Prendato |

| Arbitro: | Caironi (Milano) |

|                               |           |                       |
| Moretti 41’ Prosperi 46’, 70’ | Marcatori | 27’ Tognana 38’ Lamon |

| Arbitro: | Garbieri (Genova) |

|           |           |                                      |
| Lamon 42’ | Marcatori | 16’ Autelli 17’ Ferrari 28’ Cattaneo |

| Busto Arsizio 3 novembre 1929 5ª giornata | Pro Patria           | 0 – 0 referto | Padova | Stadio Comunale\| Arbitro: \| Mastellari (Bologna) \| |
| Arbitro:                                  | Mastellari (Bologna) |               |        |                                                       |

| Arbitro: | Galassi (Torino) |

|                     |           |             |
| Gamba 14’, 35’, 84’ | Marcatori | 19’ Alberti |

| Arbitro: | Mattea (Torino) |

|                                                       |           |               |
| Meazza 8’, 10’, 31’ Visentin 11’ Povero 16’ Conti 54’ | Marcatori | 55’ Perazzolo |

| Arbitro: | Guarnieri (Milano) |

|                           |           |                                     |
| Prendato 30’ Vecchina 36’ | Marcatori | 1’ Della Valle 21’ Maini 40’ Busini |

| Arbitro: | U.Gama (Milano) |

|                                                                                        |           |  |
| Lamon 20’ (aut.) Casanova 27’, 59’ Notti 39’, 78’ Bodini 47’ Banchero 56’ Levratto 79’ | Marcatori |  |

| Arbitro: | Melandri (Bologna) |

|                                                       |           |            |
| Seccatore 17’ Santagostino 25’, 83’ Casalino 29’, 84’ | Marcatori | 34’ Oriani |

| Arbitro: | Tagliabue (Milano) |

|                                           |           |  |
| Ziroli 39’ (rig.), 57’, 74’ Malatesta 67’ | Marcatori |  |

| Arbitro: | Mattea (Torino) |

|              |           |             |
| Vecchina 10’ | Marcatori | 81’ Tansini |

| Arbitro: | Gonani (Ravenna) |

|  |           |            |
|  | Marcatori | 34’ Serdoz |

| Arbitro: | Casetta (Milano) |

|                                     |           |                    |
| Ostromann 20’ De Manzano 22’ (rig.) | Marcatori | 66’ (rig.) Bedendo |

| Arbitro: | Malagodi (Ferrara) |

|                           |           |              |
| Vecchina 18’ Prendato 80’ | Marcatori | 35’ Munerati |

| Arbitro: | Mastellari (Bologna) |

|           |           |  |
| Vojak 85’ | Marcatori |  |

| Arbitro: | Rovida (Milano) |

|                                              |           |  |
| Vecchina 20’ Bedendo 48’ (rig.) Prendato 68’ | Marcatori |  |

#### Girone di ritorno
| Arbitro: | Galassi (Torino) |

|  |           |                           |
|  | Marcatori | 66’ Vecchina 77’ Prendato |

| Arbitro: | U.Gama (Milano) |

|              |           |  |
| Prendato 59’ | Marcatori |  |

| Arbitro: | Barlassina (Novara) |

|                         |           |             |
| Vecchina 3’ Bedendo 86’ | Marcatori | 2’ Giuliani |

| Arbitro: | Malagodi (Ferrara) |

|                                     |           |                                 |
| Avalle 18’, 25’, 87’ Scagliotti 82’ | Marcatori | 10’ Vecchina 88’ (rig.) Bedendo |

| Arbitro: | Gonani (Ravenna) |

|                                                       |           |  |
| Vecchina 1’, 2’, 29’, 34’, 85’ Prendato 65’ Lamon 74’ | Marcatori |  |

| Arbitro: | Grossi (Milano) |

|                                         |           |                             |
| Magnozzi 11’ Palandri 32’, 40’ Zini 73’ | Marcatori | 16’, 41’ Vecchina 86’ Lamon |

| Arbitro: | Dani (Genova) |

|              |           |                      |
| Vecchina 72’ | Marcatori | 20’ Meazza 62’ Conti |

| Arbitro: | A.Gama (Milano) |

|                 |           |                   |
| Della Valle 70’ | Marcatori | 36’, 59’ Prendato |

| Padova 5 maggio 1930 26ª giornata | Padova           | 0 – 0 referto | Genova 1893 | Stadio Silvio Appiani\| Arbitro: \| Caironi (Milano) \| |
| Arbitro:                          | Caironi (Milano) |               |             |                                                         |

| Arbitro: | Galassi (Torino) |

|                                            |           |  |
| Monti 16’ Prendato 39’, 84’ Lamon 66’, 80’ | Marcatori |  |

| Arbitro: | U.Gama (Milano) |

|                          |           |             |
| Bedendo 32’ Vecchina 51’ | Marcatori | 18’ Pastore |

| Arbitro: | Gonani (Ravenna) |

|                                                 |           |  |
| Ranelli 7’, 38’, 59’, 83’ Santagostino 39’, 85’ | Marcatori |  |

| Arbitro: | Malagodi (Ferrara) |

|               |           |               |
| Subinaghi 71’ | Marcatori | 25’ Perazzolo |

| Arbitro: | Caironi (Milano) |

|               |           |                                |
| Perazzolo 80’ | Marcatori | 30’ (rig.) Gazzari 35’ Palumbo |

| Arbitro: | Rovida (Milano) |

|                        |           |           |
| Cesarini 53’, 69’, 83’ | Marcatori | 84’ Lamon |

| Arbitro: | Galassi (Torino) |

|                              |           |  |
| Bergamini 49’, 77’ Lamon 81’ | Marcatori |  |

| Arbitro: | Dani (Genova) |

|                                                                        |           |  |
| Volk 2’, 41’, 46’ Benatti 9’, 61’, 74’ Chini Ludueña 26’ Fasanelli 38’ | Marcatori |  |

## Statistiche

### Statistiche di squadra
| Competizione | Punti | In casa | In casa | In casa | In casa | In casa | In casa | In trasferta | In trasferta | In trasferta | In trasferta | In trasferta | In trasferta | Totale | Totale | Totale | Totale | Totale | Totale | DR  |
| Competizione | Punti | G       | V       | N       | P       | Gf      | Gs      | G            | V            | N            | P            | Gf           | Gs           | G      | V      | N      | P      | Gf     | Gs     | DR  |
| ------------ | ----- | ------- | ------- | ------- | ------- | ------- | ------- | ------------ | ------------ | ------------ | ------------ | ------------ | ------------ | ------ | ------ | ------ | ------ | ------ | ------ | --- |
| Serie A      | 26    | 17      | 9       | 2       | 6       | 35      | 19      | 17           | 2            | 2            | 13           | 17           | 59           | 34     | 11     | 4      | 19     | 52     | 78     | -26 |

### Statistiche dei giocatori
| Giocatore      | Serie A  | Serie A |
| Giocatore      | Presenze | Reti    |
| -------------- | -------- | ------- |
| A. Colognese   | 11       | -35     |
| N. Latella     | 23       | -43     |
| P. Danieli     | 33       | 0       |
| U. Favero      | 1        | 0       |
| G. Piasentin   | 4        | 0       |
| G. Zanninovich | 29       | 0       |
| E. Bedendo     | 29       | 5       |
| E. Bergamini   | 31       | 2       |
| I. Favaron     | 7        | 0       |
| G. Girani      | 2        | 0       |
| G. Monti       | 26       | 1       |
| G. Scanferla   | 29       | 0       |
| G. Gamba       | 17       | 3       |
| G. Lamon       | 33       | 8       |
| A. Oriani      | 9        | 1       |
| M. Perazzolo   | 23       | 3       |
| G. Prendato    | 34       | 11      |
| G. Schivardi   | 1        | 0       |
| B. Tognana     | 9        | 1       |
| G. Vecchina    | 23       | 17      |